# Висарион II Колиновић
Висарион II Колиновић је био црногорски владика од 1659. до 1662. године и прва личност у Општецрногорском збору и Црногорском главарском збору.
Рођен је у месту Љуботињ код Цетиња.
Висарион II Колиновић је био коадјутор за вријеме Кандијског рата који је предводио изасланство „Владиката“ на преговоре са провидуром Песаром, гдје црногорска група тражи млетачко покровитељство. Висарион II се 1660. обратио писмом Вицку Болици тражећи обнову и успоставу сарадње са Венецијом. Уговор о сарадњи је потписан 1660. године.